# マーニヤケータ
マーニヤケータ（カンナダ語：ಮಾನ್ಯಖೇಟ、英語：Manyakheta）は、インドのカルナータカ州、グルバルガ県の都市。現在はマールケード（Malkhed）と呼ばれることが多い。かつてはラーシュトラクータ朝の首都であった。

## 歴史
9世紀初頭から973年まで、ラーシュトラクータ朝の首都であった。
972年にはパラマーラ朝の軍勢が近郊まで攻めてきた。

## 人口
2001年の統計では、11,180人